# Mjösjön (Hörnefors socken, Västerbotten)
Mjösjön är en sjö i Umeå kommun i Västerbotten och ingår i Hörnån-Öreälvens kustområde. Sjön har en area på 0,135 kvadratkilometer och ligger 35,1 meter över havet.

## Delavrinningsområde
Mjösjön ingår i det delavrinningsområde (706716-169732) som SMHI kallar för Utloppet av Östersjön. Medelhöjden är 61 meter över havet och ytan är 27,94 kvadratkilometer. Räknas de 5 avrinningsområdena uppströms in blir den ackumulerade arean 68,04 kvadratkilometer. Avrinningsområdets utflöde Ängerån mynnar i havet. Avrinningsområdet består mestadels av skog (81 procent). Avrinningsområdet har 1,4 kvadratkilometer vattenytor vilket ger det en sjöprocent på 5 procent.